# Hieracium haboense
Hieracium haboense es una especie de planta con flor del género Hieracium, de la familia Asteraceae, orden Asterales.

## Distribución
Hieracium haboense se distribuye por Suecia.

## Taxonomía
Fue descrita científicamente por (Johanss. & Sam.) Johanss. & Sam.
Tratamiento taxonómico
La especie aparece registrada y publicada en Exsicc. (Hierac. Scand.).